# 歴程美術協会
歴程美術協会（れきていびじゅつきょうかい）は、1938年（昭和13年）に山岡良文や船田玉樹等によって結成された革新的な日本画団体。

## 沿革
1938年（昭和13年）4月結成。日本画家と洋画家、美術評論家ら9人によって創立された研究集団で、日本画の「新日本画研究会」と洋画の「自由美術家協会」という先鋭的なグループの会員が合流することによって誕生した。創立時の名称は「歴程美術研究会」。「歴程」の名称とシンボルマークは、詩人・美術評論家の瀧口修造による。社会的には同月1日に国家総動員法が、同月4日には灯火管制規則が公布され、美術界では同年5月から6月にかけて多くの画家が軍嘱託画家として従軍し、「大日本陸軍従軍画家協会」が結成されるという、太平洋戦争開戦前夜の緊迫した時代であった。
同会の展覧会に出品された作品としては、山岡良文のカンディンスキーを思わせる純粋抽象の日本画、丸木位里や山崎隆による巨大で抽象的な屏風絵、岩橋英遠によるシュルレアリスム風の絵画などが知られる。1939年（昭和14年）に発行された『歴程美術』第1号に、モホイ=ナジによる論文「アメリカの新バウハウスに就て」が掲載されたことからも、同時代の欧米の美術動向を強く意識していたことがうかがえる。また、東京での研究会には瀧口修造のほか、洋画家の長谷川三郎、福沢一郎、村井正誠らが参加するなど、分野横断的に国内の前衛作家たちとの交流が盛んであった。
第2回展開催後、人間関係のトラブルなどを理由に船田玉樹、丸木位里、岩橋永遠といった主要メンバーが脱退し、その後は山岡良文、山崎隆らを中心に活動が続けられる。「歴程展」は回を重ねるごとに陶芸、写真、盛花、刺繍、室内装飾など多様なジャンルの作品が出品されるようになり、「綜合芸術運動」的要素を強めていった。しかし、そこに徐々に戦争画が加わるようになり、「歴程展」は初期の先鋭的な作品発表の場から、時局に迎合する展覧会へと性格を変えていく。1943年（昭和18年）歴程美術協会は穏当な「日本作家協会」に統合され消滅した。
戦後は、山崎隆を中心に歴程美術協会の再建が計画され、より急進的な前衛集団として京都に「パンリアル」が結成された。

## 宣言文
「歴程美術協會は今日の日本畫人の因襲的なる思想と技術を拒否し造型藝術の本質に立返り反省と再出發を自覚した人々による團體であります。我々は新時代の日本畫人として眞に次世代の建設に向ふ爲所謂、温故知新、古今東西に視野を擴大することによつて彼の因襲的な頭腦の固定を打破して民族財としての藝術を明日の世界文化の線に沿ふ世界財として實現せんとする意欲を持つものであります」（『歴程美術』第1号、1939年、15頁）

## 主要会員
| - 岩橋英遠：日本画家 - 常玉：洋画家（パリ在住） - 四宮潤一：美術評論家 - 田口壮：日本画家 - 津田正周：洋画家 - 馬場和夫（馬場不二）：日本画家 - 濱口陽三：洋画家（版画家、パリ在住） - 船田玉樹：日本画家 - 山岡良文：日本画家 | - 丸木位里：日本画家 - 八木虚平（八木一夫）：陶芸家 - 山崎隆：日本画家 - 山本生年：陶芸家 - 綠文英（谷口富美枝）：日本画家 |  |